# Хуан, Филип
Филип Хуан (англ. Philip C. C. Huang, кит. 黄宗智, пиньинь Huáng Zōngzhì, палл. Хуан Цзунчжи) — американский синолог, профессор Калифорнийского университета в Лос-Анджелесе, с 2010 года — профессор-эмерит. Специалист по аграрной истории и правовой истории Китая. Автор книги «Крестьянская семья и развитие сельских районов в дельте Янцзы, 1350–1988 гг.». В 1985 году удостоен премии Джона Кинга Фэрбенка за исследование аграрно-крестьянского строя Северного Китая.

## Биография
Родился в 1940 году. Бакалавр наук Принстонского университета, доктор философии Вашингтонского университета. Профессор истории Калифорнийского университета в Беркли, получил звание «суперпрофессора» в 1991 году и вышел на пенсию в 2004 году. Директор-основатель Центра китайских исследований (1986—1995). Основатель ежеквартального журнала «Современный Китай» (Modern China).
С 2005 года он профессор кафедры и по совместительству научный руководитель докторантуры Юридической школы Народного университета Китая. Его основными академическими интересами являются социальная история, экономическая история и история права со времен династий Мин и Цин. Основные работы включают: «Кодексы, обычаи и судебная практика: сравнение между династией Цин и Китайской Республикой», «Семейное и сельское развитие», «Мелкое крестьянское хозяйство и социальные изменения в Северном Китае» и др.